# Бург (Айфель)
Бург (нем. Burg) — община в Германии, в земле Рейнланд-Пфальц.
Входит в состав района Айфель-Битбург-Прюм. Подчиняется управлению Нойербург. Население составляет 16 человек (на 31 декабря 2010 года). Занимает площадь 2,73 км².